# ترون (رمزارز)
ترون یکی از بزرگ‌ترین اکوسیستم‌های نامتمرکز مبتنی بر زنجیرهٔ بلوکی است که با تکیه بر رمزارز داخلی با نام ترونیکس و نماد TRX کار می‌کند. ترون با عبور از ظرفیت شبکهٔ بیت‌کوین و آتریوم، به بازدهی بالایی رسیده و می‌تواند همواره در هر ساعتی از شبانه‌روز، ۲۰۰۰ تراکنش بر ثانیه را مدیریت کند.

## تاریخچه
ترون توسط کارآفرین چینی جاستین سان در سپتامبر سال ۲۰۱۷ تأسیس شد. در ابتدا، ارز دیجیتال ترون، به‌صورت آزمایشی بر روی بلاکچین آتریوم (پروتکل ERC-20) بارگذاری شد و سپس با راه‌اندازی نهایی شبکهٔ بلاکچین ترون، در ۲۵ ژوئن ۲۰۱۸، روی شبکهٔ اصلی خود بارگذاری شد. طرفداران ترون، این روز را روز استقلال ترون می‌دانند. در ماه مه ۲۰۱۹، این ارز دیجیتال توانست کاری را که بیت‌کوین طی ده سال انجام داد را در ۳۱۹ روز انجام داده و رکورد تعداد تراکنش‌های بیت‌کوین را بشکند. در اوت همان سال عرضهٔ اولیهٔ سکهٔ TRX آغاز شد و ترون توانست از این طریق بیش از ۷۰ میلیون دلار سرمایهٔ اولیه جذب کند. در این عرضهٔ اولیه قیمت هر واحد TRX معادل ۰٫۰۰۱۹ دلار بود.
دگر تاریخ ۲۶ آذر ماه ۱۴۰۰ جاستین سان از سمت خود تحت عنوان مدیر عامل ترون استعفا داد.

## شرکای تجاری ترون
تیم ترون در پکن، توکیو، ایالات متحده و بسیاری از مناطق و کشورها فعال است. در مجموع، TRON دارای بیش از ۱۰۰ عضو است. بیشتر این اعضا ابتدا در غول‌های اینترنتی مانند علی‌بابا، تنسنت و بایدو کار می‌کردند. ترون شرکای تجاری و سرمایه‌گذاران بسیاری را جذب کرده‌است. Wei Dai بنیانگذار Ofo یکی از سرمایه‌گذاران مطرح ترون به‌شمار می‌آید. ترون با گروه علی‌بابا، شرکت Baofeng، و همچنین با oBike Game.com و Peiwo نیز همکاری داشته‌است.

## استخراج ترون
استخراج ترون (TRX) با هیچ‌یک از روش‌های استخراج با استفاده از توان پردازنده‌های گرافیکی ممکن نیست. تنها راه برای دستیابی به این رمزارز، استفاده از آتریوم و بیت‌کوین برای خرید از صرافی‌های آنلاین در سطح جهان است. به این ترتیب هیچ راه سریع و در دسترسی برای استخراج ترون وجود ندارد؛ چراکه تمام کوین‌های موجود، از قبل استخراج و صادر شده‌اند و افراد فقط می‌توانند آن را خریداری کنند.

## انواع گره‌های ترون

#### Super Node
Super Representative (مخفف: SR) تولیدکنندهٔ بلوک در شبکهٔ ترون است. SR ۲۷ وجود دارد. آن‌ها تراکنش‌ها را اعتبارسنجی می‌کنند و به نوبهٔ خود تراکنش‌ها را در بلوک‌ها می‌نویسند. اطلاعات Super Representatives برای همه در شبکهٔ ترون قابل مشاهده است.

### Full Node
فول نود دارای داده‌های زنجیرهٔ بلوک کامل است، می‌تواند داده‌ها را در زمان واقعی به‌روز کند. می‌تواند تراکنش‌ها را انتشار دهد و سرویس api را ارائه دهد.

### Lite Full Node
Lite FullNode همان کد FullNode را اجرا می‌کند با این تفاوت که Lite FullNode فقط شامل تمام داده‌های وضعیت حساب و داده‌های مربوط به ۲۵۶ بلوک آخر است.

### Solidity Node
فقط داده‌های بلوک‌های تأیید شده را از فول نود که مشخص شده‌است را همگام می‌کند، همچنین سرویس api را ارائه می‌دهد.
توجه: SolidityNode به تنهایی منسوخ شده‌است. اکنون یک فول نود از تمام RPCهای یک Solidity Node پشتیبانی می‌کند. توسعه‌دهندگان جدید باید فقط FullNode را راه‌اندازی کنند.

## مزیت‌های ترون
ترون، قصد دارد تا به رؤیای بزرگ خود یعنی تبدیل شدن به «اینترنت غیرمتمرکز» جامهٔ عمل بپوشاند. در این مسیر و در قدم اول، ترون به‌طور جدی قصد دارد تا در حوزهٔ محتوا، به خصوص محتوای مربوط به سرگرمی، واسط‌هایی نظیر نتفلیکس، گوگل‌پلی و اپ‌استورها، فیس‌بوک، اینستاگرام و شبکه‌های اجتماعی و دیگر پلتفرم‌ها و واسط‌های محتوایی را از میان برداشته و از طریق شبکهٔ بلاکچین خود، تولیدکنندگان محتوا را بدونِ واسطه به مصرف‌کنندگان محتوا متصل نماید. این موضوع، با خرید سرویس‌هایی نظیر بیت‌تورنت (نتفلیکس بلاکچینی)، کوین‌پلی (اپ‌استور بلاکچینی)، و استیمیت (شبکهٔ اجتماعی بلاکچینی) توسط ترون، بیشتر خود را نمایان می‌کند.
در این بین، ارز دیجیتال ترون (با نماد TRX) نیز، نقش زیرساخت مالی این بستر را فراهم کرده و در تبادل هزینه این مصرف محتوا میان تولیدکنندگان محتوا و مصرف‌کنندگان آن، کاربرد دارد. به دلیل همین کاربردی بودن ارز دیجیتال ترون در بستر شبکهٔ بلاکچین ترون، این رمزارز با اقبال بسیار خوبی نیز در میان سرمایه‌گذاران مواجه شده‌است. علاوه بر این کاربردی بودن، ترون مدعی است که ظرفیت انجام ۲۰۰۰ تراکنش در ثانیه با کارمزدی نزدیک به صفر را دارد. این در حالی است که در حال حاضر در بلاکچین بیت کوین و آتریوم، امکان انجام ۷و ۱۵ تراکنش در ثانیه وجود دارد.

## کلاه‌برداری از طریق ترون
یکی از شایعاتی که در مورد ترون و قراردادهای هوشمند آن وجود دارد، امکان سرمایه‌گذاری از طریق این قراردادهای هوشمند است. پروژهٔ بانک آف ترون {{لینک}} ، واکینگ ترون و… نمونه‌هایی از این کلاه‌برداری‌ها بودند که به صورت پانزی اجرا شدند و همچنان فعال هستند و سوددهی دارند. پروژه‌هایی که وعدهٔ سود ثابت و ماهیانه به شما می‌دهند از این قبیل سیستم‌های کلاهبرداری هستند. از مهم‌ترین ویژگی‌های چنین پروژه‌هایی، دادن وعدهٔ سودهای نجومی، نداشتن محتوای علمی و فنی، عدم وجود نقشهٔ راه و استفاده از روش هرمی و ویروسی و زمان‌دار بودن پرداخت پورسانت است.
طرح‌های سرمایه‌گذاری با قراردادهای هوشمند یا اصطلاحاً اسمارت کانترکت فرق دارند. طرح‌های سرمایه‌گذاری پشتوانه ندارند و قابل تغییر هستند؛ اما اسمارت کانترکت‌ها روی شبکهٔ بلاکچین ثبت شده‌اند و کسی توانایی تغییر و حذف آن را ندارد و کسب درآمد از آن از طریق جذب نفرات جدید است و پاداش افراد در لحظه و به کیف پول شخصی آن‌ها واریز می‌شود.